# Wielersport op de Olympische Zomerspelen 2020 – Keirin vrouwen
De keirin voor de vrouwen op de Olympische Zomerspelen 2020 vond plaats op woensdag 4 en donderdag 5 augustus 2021 in de Velodroom van Izu.  

## Resultaten

### Eerste ronde

#### Serie 1
| rang | naam                | land             | tijd   |   |
| ---- | ------------------- | ---------------- | ------ | - |
| 1    | Laurine van Riessen | Nederland        | 10,915 | Q |
| 2    | Zhong Tianshi       | China            | +0,174 | Q |
| 3    | Lee Hye-Jin         | Zuid-Korea       | +0,371 | H |
| 4    | Jessica Lee         | Hongkong         | +0,445 | H |
| 5    | Katy Marchant       | Groot-Brittannië |        | H |

#### Serie 2
| rang | naam                 | land            | tijd   |   |
| ---- | -------------------- | --------------- | ------ | - |
| 1    | Lea Sophie Friedrich | Duitsland       | 11,055 | Q |
| 2    | Darja Sjmeleva       | Russische ploeg | +0,102 | Q |
| 3    | Lee Wai Sze          | Hongkong        | +0,188 | H |
| 4    | Charlene du Preez    | Zuid-Afrika     | +0,309 | H |
| 5    | Coralie Demay        | Frankrijk       | +0,425 | H |
| 6    | Miglė Marozaitė      | Litouwen        | +1,364 | H |

#### Serie 3
| rang | naam              | land            | tijd   |   |
| ---- | ----------------- | --------------- | ------ | - |
| 1    | Kelsey Mitchell   | Canada          | 11,391 | Q |
| 2    | Daniela Gaxiola   | Mexico          | +0,100 | Q |
| 3    | Anastasia Vojnova | Russische ploeg | +0,119 | H |
| 4    | Bao Shanju        | China           | +0,206 | H |
| 5    | Emma Hinze        | Duitsland       | +0,310 | H |
| 6    | Ljoebov Basova    | Oekraïne        | +0,554 | H |

#### Serie 4
| rang | naam                | land          | tijd   |   |
| ---- | ------------------- | ------------- | ------ | - |
| 1    | Olena Starikova     | Oekraïne      | 10,894 | Q |
| 2    | Yuka Kobayashi      | Japan         | +0,070 | Q |
| 3    | Shanne Braspennincx | Nederland     | +0,105 | H |
| 4    | Ellesse Andrews     | Nieuw-Zeeland | +0,182 | H |
| 5    | Marlena Karwacka    | Polen         | +0,400 | H |
| 6    | Simona Krupeckaitė  | Litouwen      | +1,093 | H |

#### Serie 5
| rang | naam             | land             | tijd   |   |
| ---- | ---------------- | ---------------- | ------ | - |
| 1    | Lauriane Genest  | Canada           | 11,183 | Q |
| 2    | Madalyn Godby    | Verenigde Staten | +0,075 | Q |
| 3    | Urszula Łoś      | Polen            | +0,159 | H |
| 4    | Kaarle McCulloch | Australië        | +0,365 | H |
| 5    | Yuli Verdugo     | Mexico           | +0,440 | H |
| 6    | Mathilde Gros    | Frankrijk        | +1,126 | H |

#### Herkansingen
| rang | naam            | land          | tijd   |   |
| ---- | --------------- | ------------- | ------ | - |
| 1    | Ellesse Andrews | Nieuw-Zeeland | 11,097 | Q |
| 2    | Ljoebov Basova  | Oekraïne      | +0,073 | Q |
| 3    | Lee Hye-Jin     | Zuid-Korea    | +0,133 |   |
| 4    | Jessica Lee     | Hongkong      | +1,005 |   |
| 5    | Miglė Marozaitė | Litouwen      | +1,241 |   |

| rang | naam               | land      | tijd   |   |
| ---- | ------------------ | --------- | ------ | - |
| 1    | Lee Wai Sze        | Hongkong  | 10,958 | Q |
| 2    | Kaarle McCulloch   | Australië | +0,136 | Q |
| 3    | Simona Krupeckaitė | Litouwen  | +0,554 |   |
| 4    | Yuli Verdugo       | Mexico    | +0,601 |   |
| 5    | Bao Shanju         | China     | +0,620 |   |

| rang | naam              | land             | tijd   |   |
| ---- | ----------------- | ---------------- | ------ | - |
| 1    | Katy Marchant     | Groot-Brittannië | 11,112 | Q |
| 2    | Mathilde Gros     | Frankrijk        | +0,137 | Q |
| 3    | Anastasia Vojnova | Russische ploeg  | +0,143 |   |
| 4    | Marlena Karwacka  | Polen            | +0,243 |   |
| 5    | Charlene du Preez | Zuid-Afrika      | +0,351 |   |

| rang | naam                | land      | tijd   |   |
| ---- | ------------------- | --------- | ------ | - |
| 1    | Shanne Braspennincx | Nederland | 11,135 | Q |
| 2    | Emma Hinze          | Duitsland | +0,005 | Q |
| 3    | Urszula Łoś         | Polen     | +0,119 |   |
| 4    | Coralie Demay       | Frankrijk | +0,603 |   |

### Kwartfinale

#### Serie 1
| rang | naam                | land             | tijd    |   |
| ---- | ------------------- | ---------------- | ------- | - |
| 1    | Lee Wai Sze         | Hongkong         | 11,230  | Q |
| 2    | Olena Starikova     | Oekraïne         | +0,029  | Q |
| 3    | Darja Sjmeleva      | Russische ploeg  | +0,086  | Q |
| 4    | Emma Hinze          | Zuid-Korea       | +0,490  | Q |
| 5    | Katy Marchant       | Groot-Brittannië | +41,527 |   |
| 6    | Laurine van Riessen | Nederland        | DNF     |   |

#### Serie 2
| rang | naam                 | land          | tijd   |   |
| ---- | -------------------- | ------------- | ------ | - |
| 1    | Shanne Braspennincx  | Nederland     | 11,334 | Q |
| 2    | Ellesse Andrews      | Nieuw-Zeeland | +0,052 | Q |
| 3    | Daniela Gaxiola      | Mexico        | +0,084 | Q |
| 4    | Lauriane Genest      | Canada        | +0,094 | Q |
| 5    | Mathilde Gros        | Frankrijk     | +0,312 |   |
| 6    | Lea Sophie Friedrich | Duitsland     | +0,313 |   |

#### Serie 3
| rang | naam             | land             | tijd   |   |
| ---- | ---------------- | ---------------- | ------ | - |
| 1    | Kelsey Mitchell  | Canada           | 10,981 | Q |
| 2    | Kaarle McCulloch | Canada           | +0,136 | Q |
| 3    | Zhong Tianshi    | China            | +0,152 | Q |
| 4    | Ljoebov Basova   | Oekraïne         | +0,354 | Q |
| 5    | Madalyn Godby    | Verenigde Staten | +0,434 |   |
| 6    | Yuka Kobayashi   | Japan            | +0,447 |   |

### Halve finale

#### Serie 1
| rang | naam            | land          | tijd   |   |
| ---- | --------------- | ------------- | ------ | - |
| 1    | Olena Starikova | Oekraïne      | 11,317 | Q |
| 2    | Ellesse Andrews | Nieuw-Zeeland | +0,017 | Q |
| 3    | Ljoebov Basova  | Oekraïne      | +0,071 | Q |
| 4    | Daniela Gaxiola | Mexico        | +0,097 |   |
| 5    | Lee Wai Sze     | Hongkong      | +0,153 |   |
| 6    | Zhong Tianshi   | China         | +0,322 |   |

#### Serie 2
| rang | naam                | land            | tijd   |   |
| ---- | ------------------- | --------------- | ------ | - |
| 1    | Shanne Braspennincx | Nederland       | 11,090 | Q |
| 2    | Kelsey Mitchell     | Canada          | +0,227 | Q |
| 3    | Lauriane Genest     | Canada          | +0,315 | Q |
| 4    | Darja Sjmeleva      | Russische ploeg | +0,320 |   |
| 5    | Kaarle McCulloch    | Australië       | +0,400 |   |
| 6    | Emma Hinze          | Duitsland       | +0,814 |   |

### Plaats 7 tot en met 12
| rang | naam             | land            | tijd   |  |
| ---- | ---------------- | --------------- | ------ |  |
| 7    | Emma Hinze       | Duitsland       | 11,078 |  |
| 8    | Lee Wai Sze      | Hongkong        | +0,043 |  |
| 9    | Kaarle McCulloch | Australië       | +0,097 |  |
| 10   | Darja Sjmeleva   | Russische ploeg | +0,163 |  |
| 11   | Daniela Gaxiola  | Mexico          | +0,617 |  |
| 12   | Zhong Tianshi    | China           | +0,729 |  |

### Finale
| rang   | naam                | land          | tijd   |  |
| ------ | ------------------- | ------------- | ------ |  |
| Goud   | Shanne Braspennincx | Nederland     | 10,622 |  |
| Zilver | Ellesse Andrews     | Nieuw-Zeeland | +0,061 |  |
| Brons  | Lauriane Genest     | Canada        | +0,148 |  |
| 4      | Olena Starikova     | Oekraïne      | +0,396 |  |
| 5      | Kelsey Mitchell     | Canada        | +0,566 |  |
| 6      | Ljoebov Basova      | Oekraïne      | +0,580 |  |

2012: Victoria Pendleton · 
2016: Elis Ligtlee · 
2020: Shanne Braspennincx · 
2024: Ellesse Andrews